# 1-е экспедиционное соединение морской пехоты
1-е экспедиционное соединение морской пехоты (англ. I Marine Expeditionary Force, I MEF) — тактическая группировка наземных сил и авиации (Marine Air Ground Task Force (MAGTF)) Корпуса морской пехоты США.

## Произношение названия
Среди морских пехотинцев принято произносить аббревиатуру I MEF как «уан эм-и-эф» (англ. one mef). Другие варианты произношения, такие как «ай эм-и-эф» (англ. eye mef, I mef) и «фёст эм-и-эф» (англ. first mef) считаются категорически неверными, однако часто встречаются.

## Задачи
При выполнении боевых задач 1-е экспедиционное соединение морской пехоты США развёртывается как общевойсковое соединение морской пехоты (англ. Marine Air Ground Task Force, MAGTF) для выполнения приказов командующего войсками (англ. Combatant Commander, COCOM) в целях обеспечения ответа на непредвиденные угрозы или действий на главном военном театре; при соответствующем усилении служит основным элементом объединённой оперативно-тактической группы войск (англ. Joint Task Force, JTF, ОТГ); подготавливает и развёртывает в боевой готовности общевойсковое соединение морской пехоты по приказу командующего войсками в ответ на кризисную ситуацию; выполняет другие приказы командующего войсками по требованию.

## Исторические этапы
- Сформировано 8 ноября 1969 года на территории префектуры Окинава (Япония), как силы КМП США в Японии. Получило наименование «1-е экспедиционное соединение морской пехоты США» (1 ЭСМП). (англ. I Marine Expeditionary Force).
- 18 августа 1970 года переименовано в 1-е амфибийное соединение морской пехоты (1 АСМП) (I Marine Amphibious Force, I MAF).
- В апреле 1971 года части 1-го АСМП выведены с Окинавы и переведены в основной гарнизон КМП США на Тихоокеанском побережье Кэмп-Пендлтон (Калифорния).
- 5 февраля 1988 года соединению возвращено первоначальное наименование — 1-е экспедиционное соединение морской пехоты США (1 ЭСМП)[6].

## Структура

### Во времяоперации «Буря в пустыне»(1991 год)
- 1-е экспедиционное соединение морской пехоты (генерал-лейтенант Уолтер Бумер, КМП США)
  - 1-я дивизия морской пехоты (генерал-майор Джеймс М. «Майк» Майатт, КМП США)
    - 1-й полк морской пехоты
    - 3-й полк морской пехоты
    - 4-й полк морской пехоты
    - 7-й полк морской пехоты
    - 11-й артиллерийский полк морской пехоты

  - 2-я дивизия морской пехоты (генерал-майор Уильям Киз, КМП США)
    - 6-й полк морской пехоты
    - 8-й полк морской пехоты
    - 10-й артиллерийский полк морской пехоты
    - Тигровая бригада 2-й бронетанковой дивизии США [придана][7]

### Во времявторжения в Ирак(17 марта 2003)

1-е экспедиционное соединение морской пехоты в ходе вторжения в Ирак в 2003 году.

1-е экспедиционное соединение морской пехоты во время второй битвы за Фаллуджу в ноябре 2004 г.

- 15-й экспедиционный отряд морской пехоты (1500, 4 M1A1)
- 24-й экспедиционный отряд морской пехоты (1500, 4 M1A1)
- 6-й батальон связи (6th Communication Battalion)
- 9-й батальон связи
- 1-й радио батальон (1st Radio Battalion) (РЭР)
- 2-й радио батальон
- 1-й батальон военной разведки (1st Intelligence Battalion)
- 3-я группа по гражданским делам (3rd Civil Affairs Group)
- 4-я группа по гражданским делам
- 1-я дивизия морской пехоты (генерал-майор Джеймс Мэттис)[8]
  - Штабной батальон дивизии
  - Полковая боевая группа 1 (6000)
    - 3-й батальон 1-го полка морской пехоты (1000)
    - 1-й батальон 4-го полка морской пехоты
    - 2-й батальон 23-го полка морской пехоты (~1000 чел.)
    - 2-й механизированный разведывательный батальон (~800)
    - 4-й амфибийно-штурмовой батальон
    - Рота Чарли 2-го инженерно-сапёрного батальона
    - Рота Альфа 1-го танкового батальона

  - Полковая боевая группа 5
    - 1-й батальон 5-го полка морской пехоты (1100)
    - 2-й батальон 5-го полка морской пехоты
    - 3-й батальон 5-го полка морской пехоты
    - 1-й механизированный разведывательный батальон (~800)
    - 2-й танковый батальон (60 M1A1)
    - Рота Браво 1-го инженерно-сапёрного батальона

  - Полковая боевая группа 7 (~7000)
    - 1-й батальон 7-го полка морской пехоты
    - 3-й батальон 7-го полка морской пехоты
    - 3-й батальон 4-го полка морской пехоты
    - 3-й механизированный разведывательный батальон (~800)
    - 1-й танковый батальон (60 M1A1)
    - 3-й амфибийно-штурмовой батальон
    - Роты Чарли и Дельта 1-го инженерно-сапёрного батальона

  - 11-й артиллерийский полк морской пехоты
    - Штабная батарея
    - 1-й отряд артиллерийской разведки (1st Field Artillery Detachment) (2 радара Q-37) — придан от 18-го ВДК
    - Отряд контрбатарейных радаров (Counter Battery Radar Detachment) (2 радара Q46A Firefinder) — придан от 10-го арт. полка КМП
    - 1-й артиллерийский дивизион (поддерживал ПБГ-1)
    - 2-й артиллерийский дивизион (поддерживал ПБГ-5)
    - 3-й артиллерийский дивизион (поддерживал ПБГ-7)
    - 5-й артиллерийский дивизион

  - 1-й разведывательный батальон
  - Инженерно-сапёрный батальон (слияние 1-го и 2-го исб)
    - Штаб и рота обслуживания
    - 2 роты инженерной поддержки

Всего: 120 танков M1A1, 525 AAV7, 263 LAV-25, 75 гаубиц, 1410 офицеров, 19250 солдат.
- 2-я экспедиционная бригада морской пехоты
  - управление (A Command Element)
  - Рота Альфа 8-го батальона связи 2-го ЭСМП (Company A, 8th Communication Battalion)
  - Отряд 2-го батальона военной разведки 2-го ЭСМП (Detachment, 2nd Intelligence Battalion)
  - Отряд 2-го радио батальона 2-го ЭСМП (Detachment, 2nd Radio Battalion)
  - Полковая боевая группа 2 (Regimental Combat Team 2)
    - 1-й батальон 2-го полка морской пехоты (1st Battalion, 2nd Marines (1/2))
    - 2-й батальон 8-го полка морской пехоты (2nd Battalion, 8th Marines (2/8))
    - 3-й батальон 2-го полка морской пехоты (3rd Battalion, 2nd Marines (3/2))
    - 1-й дивизион 10-го артиллерийского полка морской пехоты (1st Battalion, 10th Marines (1/10))
    - Рота Чарли 2-го механизированного разведывательного батальона (Company C, 2nd Light Armored Reconnaissance Battalion)
    - Рота Альфа 2-го разведывательного батальона 2-й дмп (Company A, 2nd Reconnaissance Battalion)
    - Рота Альфа 2-го амфибийно-штурмового батальона (Company A, 2nd Assault Amphibian Battalion) (придана 1-му батальону 2-го полка МП)
    - Рота Альфа 8-го танкового батальона (Company A, 8th Tank Battalion) (14 танков М1А1 Абрамс)
    - Рота Альфа 2-го боевого инженерного батальона (Company A, 2nd Combat Engineer Battalion)
    - Рота Альфа 6-го батальона инженерной поддержки (Company A, 6th Engineer Support Battalion)

  - 28-я группа управления воздушным движением (Marine Air Control Group 28)
    - 2-й маловысотный дивизион ПВО (2nd Low Altitude Air Defense Battalion)
    - 1-я эскадрилья воздушного обеспечения морской пехоты (Marine Air Support Squadron 1)

Всего: 81 боевой летательный аппарат (с MAG-29); 46 AAV7; 24 LAV-25; 14 танков M1 «Абрамс»; 18 гаубиц M198; 2 контрбатарейных радара, и 2 машины РХБЗ Fox, 7089 солдат и офицеров.
- 3-е авиационное крыло морской пехоты[8]
  - 16-я авиационная группа морской пехоты
  - 29-я авиационная группа морской пехоты (Marine Aircraft Group 29)
    - Эскадрилья тылового обеспечения авиации 29 (Marine Aviation Logistics Squadron 29)
    - Тяжёлая транспортная вертолётная эскадрилья 464 (HMH-464)
    - Лёгкая ударная вертолётная эскадрилья 269 (HMLA-269) (общая поддержка дивизии)
    - Средняя транспортная вертолётная эскадрилья 162 (HMM-162)

  - 39-я авиационная группа морской пехоты
    - Лёгкая ударная вертолётная эскадрилья 169 (поддержка ПБГ-5 и ПБГ-7)
    - Лёгкая ударная вертолётная эскадрилья 267 (поддержка ПБГ-1)
    - Средняя транспортная вертолётная эскадрилья 268 (поддержка ПБГ-5)
    - Средняя транспортная вертолётная эскадрилья 364 (поддержка ПБГ-7)
- 1-я группа тылового обслуживания морской пехоты (1st Force Service Support Group [1st FSSG])[11]
  - Группа поддержки боевого обеспечения 11 (Combat Service Support Group 11)
    - Батальон поддержки боевого обеспечения 10 (Combat Service Support Battalion 10)
      - Рота поддержки боевого обеспечения 111 (Combat Service Support Company 111)
      - Рота поддержки боевого обеспечения 115
      - Рота поддержки боевого обеспечения 117

    - Рота поддержки боевого обеспечения «Триполи»
    - Батальон поддержки боевого обеспечения 22 (придан 2-й эбрмп)
    - Батальон поддержки боевого обеспечения 13
      - Рота поддержки боевого обеспечения 133
      - Рота поддержки боевого обеспечения 134
      - Рота поддержки боевого обеспечения 135

  - Группа поддержки боевого обеспечения 14
  - Группа поддержки боевого обеспечения 15
    - Рота поддержки боевого обеспечения 151
    - Батальон поддержки боевого обеспечения 12
      - Рота поддержки боевого обеспечения 121

    - Батальон поддержки боевого обеспечения 18
      - Рота поддержки боевого обеспечения 181

  - Группа поддержки боевого обеспечения 16
  - Батальон медицинского обслуживания
  - 6-й моторизованный транспортный батальон
  - 6-й батальон инженерной поддержки
  - 7-й батальон инженерной поддержки
  - 8-й батальон инженерной поддержки
  - 716-й батальон военной полиции
  - Батальон поддержки боевого обеспечения 19
  - Экспедиционный медицинский пункт 3
- 2-я группа тылового обслуживания морской пехоты[11]
  - Батальон обслуживания штаба
  - 2-й батальон материального обеспечения
  - 2-й батальон технического обслуживания
  - 2-й батальон транспортной поддержки
    - Рота по эксплуатации пляжей и терминалов

  - Отряд поддержки MLC 1
  - 2-й батальон военной полиции
  - 8-й батальон связи
  - Эскадрилья связи морской пехоты 48
  - Отряд 8-го батальон инженерной поддержки
  - Отряд 2-го медицинского батальона
  - Отряд 2-го стоматологического батальона

### Соединения и части 1-го ЭСМП

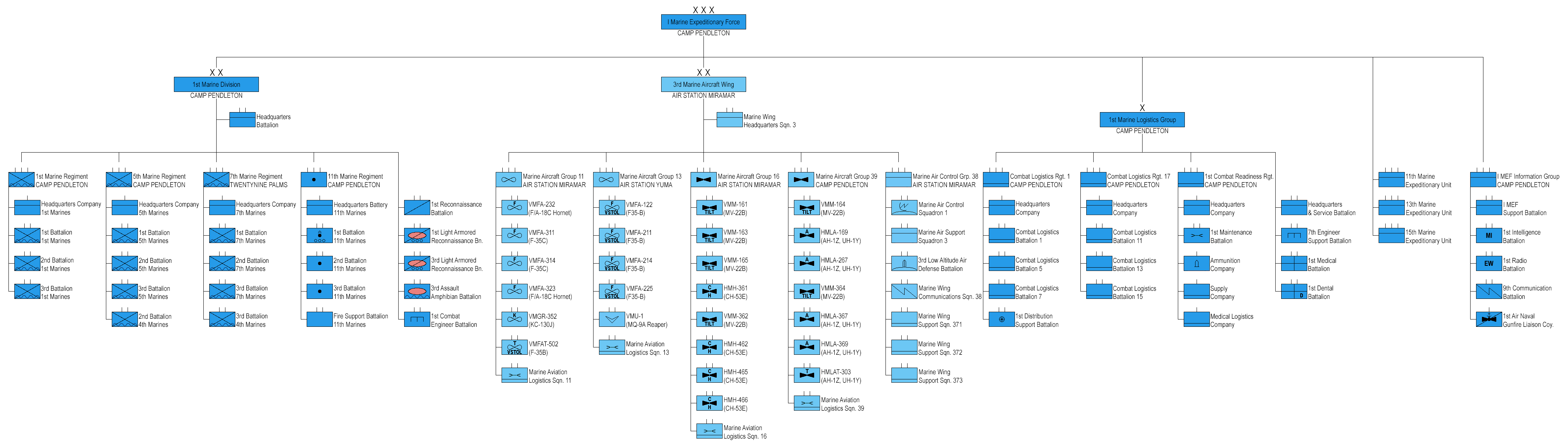
1-е экспедиционное соединение морской пехоты на 2025 год.

- Группа управления (I Marine Expeditionary Force Headquarters Group)
  - штаб (I Marine Expeditionary Force Headquarters)
  - 1-й батальон военной разведки и контрразведки (1st Intelligence Battalion)
  - 1-й батальон военной полиции (1st Law Enforcement Battalion)
  - 1-й батальон радиоэлектронной борьбы[англ.]
  - 9-й батальон связи[англ.]
  - 1-я рота взаимодействия с ВМС и авиацией[англ.]
- 1-я дивизия морской пехоты
- 3-е авиационное крыло морской пехоты
- 1-я группа тылового обслуживания морской пехоты
- 1-я экспедиционная бригада морской пехоты[англ.]
- 11-й экспедиционный отряд морской пехоты[англ.]
- 13-й экспедиционный отряд морской пехоты[англ.]
- 15-й экспедиционный отряд морской пехоты[англ.][12][6]

## История боевого применения частей 1-го эсмп
- Операция «Щит пустыни»: Ирак, Кувейт, август 1990 — апрель 1991
- Операция «Буря в пустыне»: Ирак, Кувейт, август 1990 — апрель 1991
- Операция «Возрождение надежды»: Сомали, декабрь 1992 — май 1993
- Операция «Южный дозор»: Ирак, январь 1998 — февраль 1998
- Операция «Гром в пустыне»[англ.]: Ирак, февраль 1998 — июнь 1998
- Операция «Несокрушимая свобода»: Кувейт, Афганистан, ноябрь 2002
- Операция «Иракская свобода»: Ирак, март 2003—2010